# 大多喜站

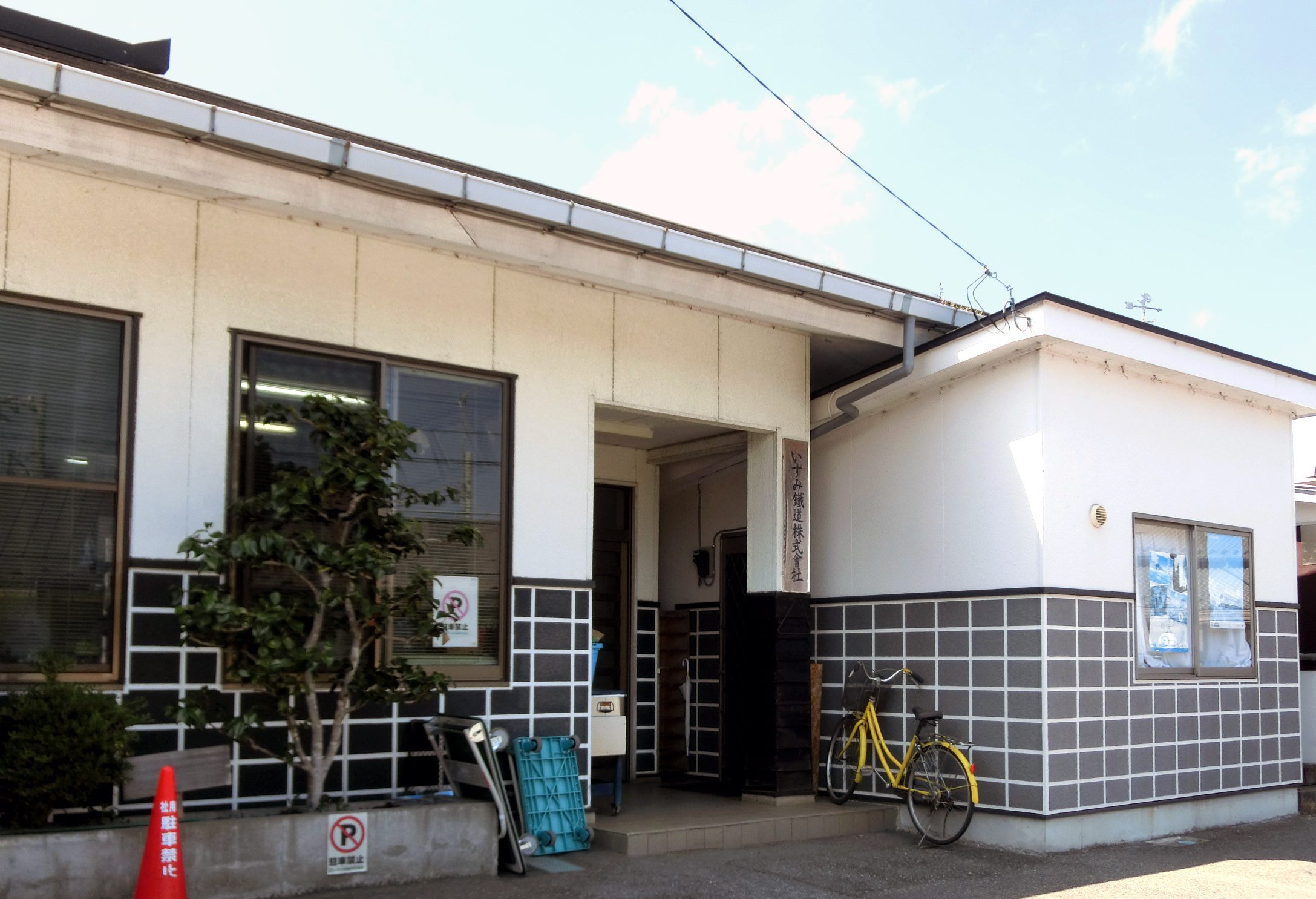
設於站房內的夷隅鐵道總部（2017年4月）

大多喜站（日语：／ Ōtaki eki */?）是位於千葉縣夷隅郡大多喜町大多喜，夷隅鐵道的夷隅線車站。為大多喜町的中心車站，關東車站百選車站之一。
本站也是夷隅鐵道的本社所在地，站內的側線用作夷隅鐵道的車輛存放。另外，平日下行3班（假日為4班）及上行每天晚上1班的區間車會以本站為終點站，是本線內唯一的區間車總站；最後，本站也是全線最後一個列車交會站，雖然在下行總站上總中野站設有側線，但能停靠月台的線路只有1條，因此所有由本站開出的下行列車，當到達上總中野站後必須原車返回本站，相關的線道上亦只能容許一列列車行駛。

### 冠名權
此站的冠名權是由在千葉縣內上門齒科服務的Dental Support株式會社（デンタルサポート株式会社）取得，自2009年9月起一直至今。其副站名亦以「Dental Support」命名。當初該冠名權只有1年契約，後來契約獲得延長。

## 車站構造

### 站房
設有木建單層站房一座。此站設有櫃臺和自動售票機。由於櫃臺業務由鐵路總部職員負責，因此沒有鐵路公司職員專責車站業務，在組織上為無人車站。
站內設有車廠，存放了夷隅鐵道所有車輛。所有車輛均在該處夜間停泊，車廠內也有替換、救援專用的軌道車，車廠內設有為列車加油的加油站。在站內可看見列車拼結作業。站房右側有男、女獨立式沖水式洗手間。
車站外有一個小型的交通廣場，現時只供計程車停靠，一般的巴士服務均須在站房對面的觀光中心外乘搭。

### 月台
設有2面2線的相對式月台（千鳥式月台）。站內同時設有夷隅鐵道總部。1號月台和2號月台之間有一些距離，靠近站房為1號月台。2號月台靠近大原一方和1號月台靠近上總中野一方設有站內平交道。在2007年3月6日，新設了三之丸檢票口。該處只於千葉縣立大多喜高等學校學生使用，因此只於早上和黃昏時間開放。
在2008年東京電視台的節目《新日本冠軍》中，其中一集為支援夷隅鐵道的企劃「為廢線危機的地方線而製作吸引人們前來的的車站名物」（廃線の危機のローカル線に人を呼ぶ名物駅を作る！），當中找來了2005年《我愛鬥一番》中的「發泡膠王」冠軍大川順平製作了本多忠勝像。在完成後，本多忠勝像於2008年11月移動至1號月台檢票口旁。
| 月台 | 路線    | 方向         |
| ---- | ------- | ------------ |
| 1    | ■夷隅線 | 上總中野方向 |
| 2    | ■夷隅線 | 大原方向     |

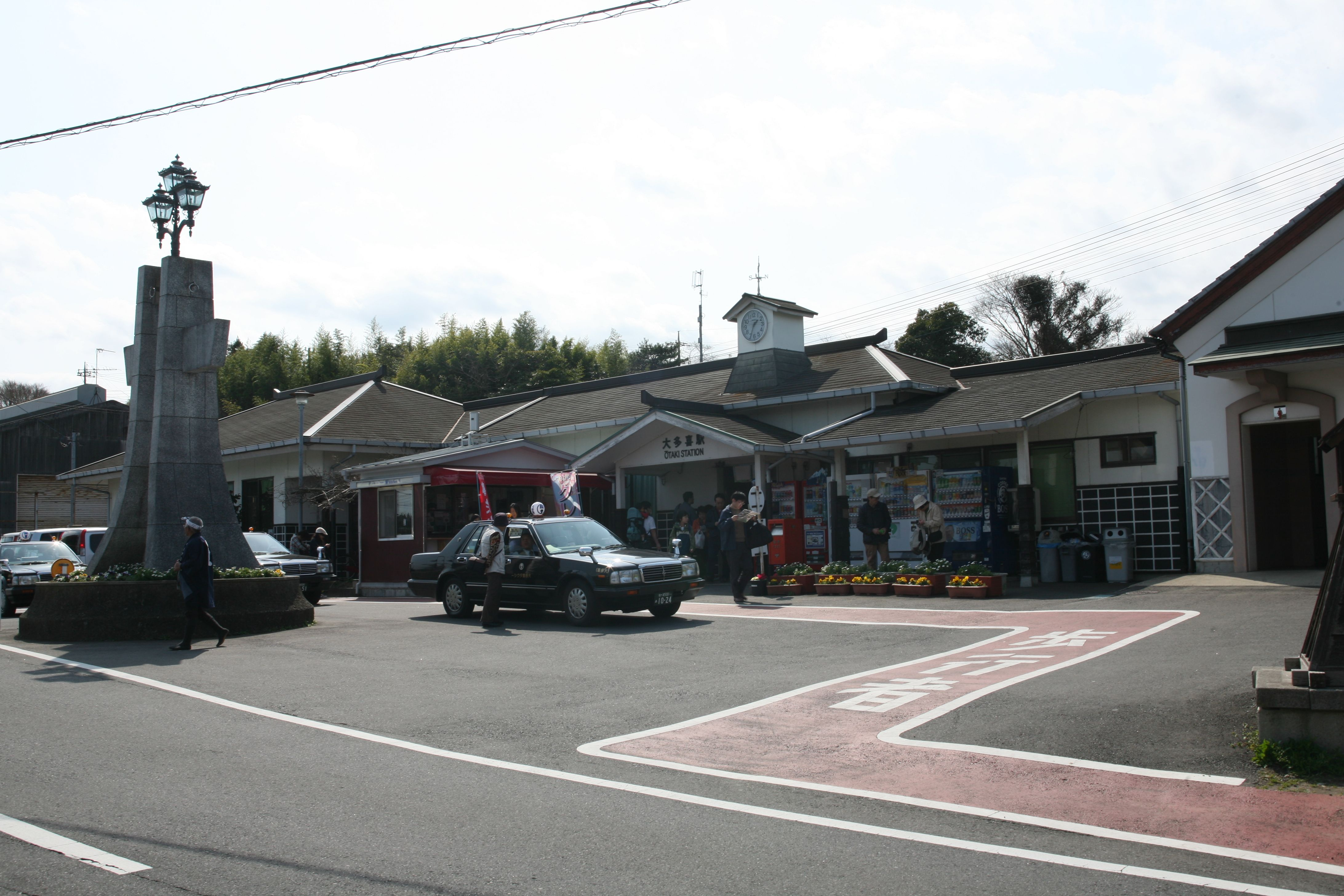
站前迴旋路（2009年3月）
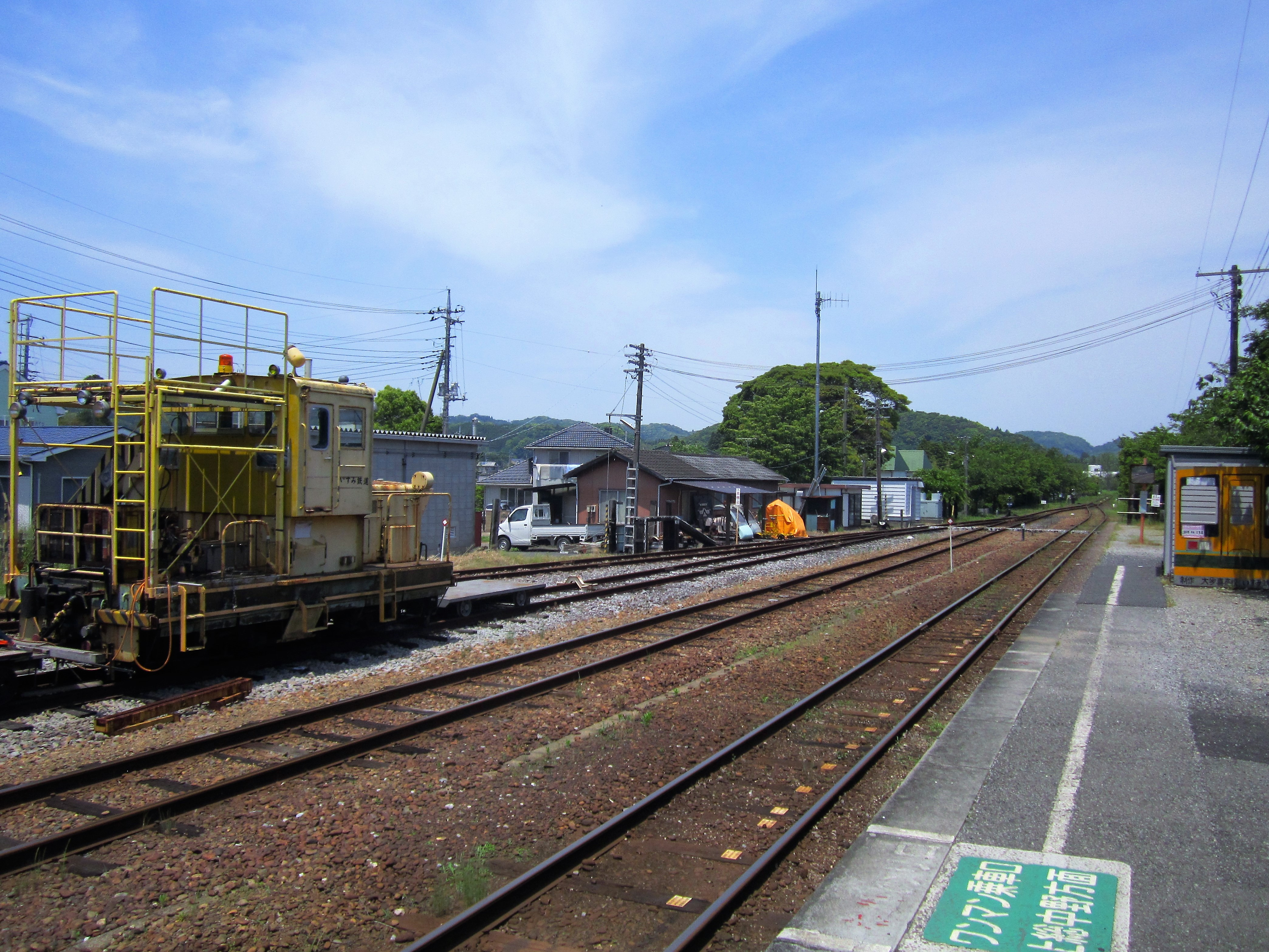
1號月台（2019年5月）
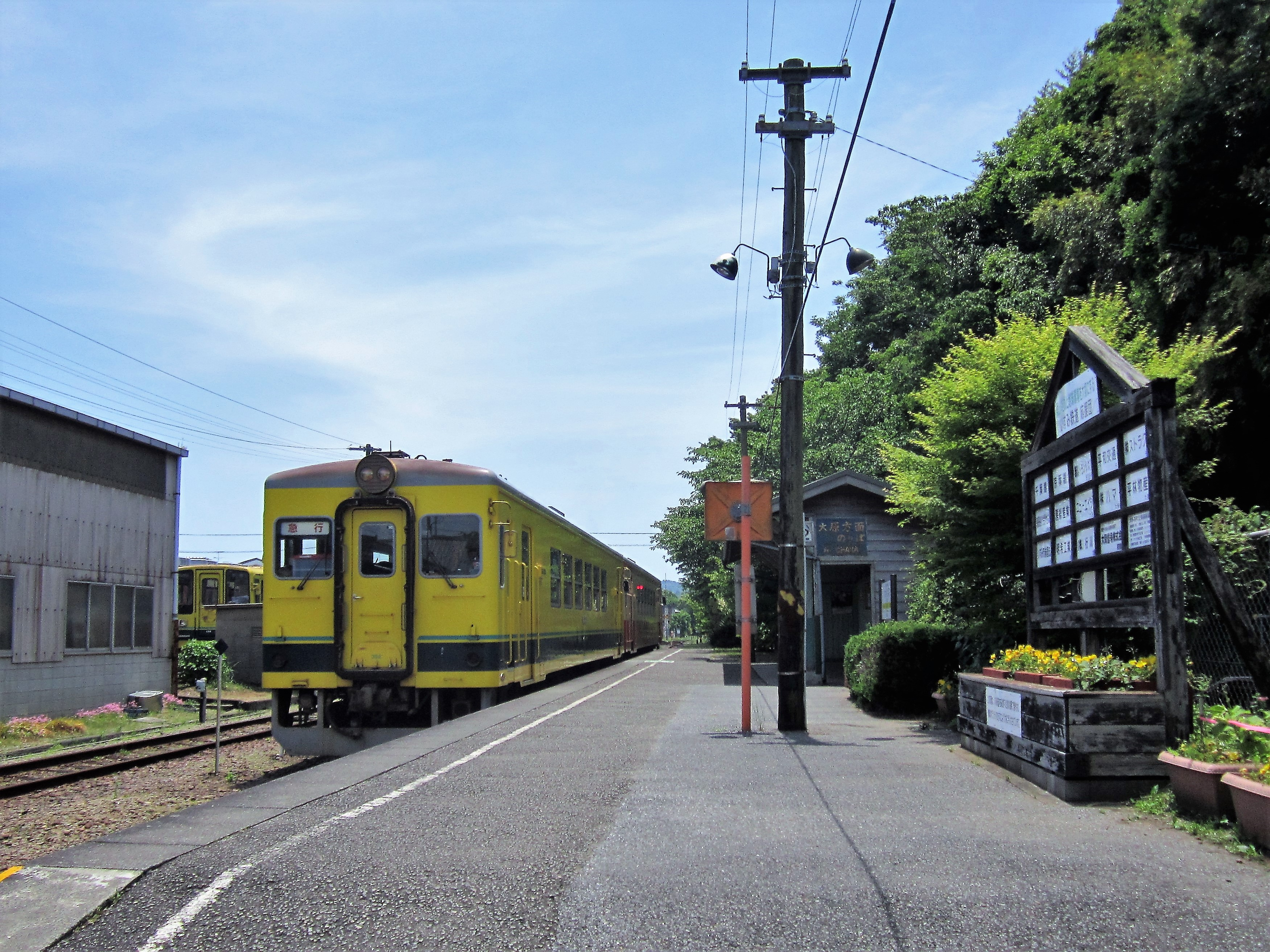
2號月台（2019年5月）

## 歷史
- 1930年4月1日：國鐵木原線大原至大多喜之間開通，此終點站啟用。為一般車站[7]。
- 1933年8月25日：木原線此站至總元之間開通，成為中途車站[8]。
- 1974年10月1日：結束貨物起卸業務，成為旅客車站。
- 1984年2月1日：結束行李起卸業務。
- 1987年4月1日：國鐵分割民營化，車站由東日本旅客鐵道（JR東日本）營運。
- 1988年3月24日：木原線由夷隅鐵道接管，成為夷隅鐵道夷隅線車站。
- 1998年：被選為「關東車站百選」之一。選定理由は「以城堡作為主題的站房。以及紀念日本首個天然氣開發地而設的燈的車站」。
- 2008年11月7日：在東京電視台《新電視冠軍（日语：チャンピオンズ〜達人のワザが世界を救う〜）》節目中其中一個企劃下，一尊以發泡膠製成的本多忠勝像被放置在本站內[9]。
- 2009年9月1日：在冠名權下，此站的副站名定為「Dental Support」（デンタルサポート）。
- 2024年10月4日：因發生列車脫線事件，全線運休，改以代替巴士運行[10][11]。

## 使用狀況
本站為夷隅線中最多使用人的中途站，若連同總站大原站的話，則是全線第二位。
| 年度 | 一日平均 乘車人次 | 出處        |
| ---- | ----------------- | ----------- |
| 2007 | 426               | [ 統計 1 ]  |
| 2008 | 374               | [ 統計 2 ]  |
| 2009 | 342               | [ 統計 3 ]  |
| 2010 | 339               | [ 統計 4 ]  |
| 2011 | 380               | [ 統計 5 ]  |
| 2012 | 357               | [ 統計 6 ]  |
| 2013 | 289               | [ 統計 7 ]  |
| 2014 | 282               | [ 統計 8 ]  |
| 2015 | 252               | [ 統計 9 ]  |
| 2016 | 270               | [ 統計 10 ] |
| 2017 | 267               | [ 統計 11 ] |
| 2018 | 254               | [ 統計 12 ] |
| 2019 | 226               | [ 統計 13 ] |
| 2020 | 171               | [ 統計 14 ] |
| 2021 | 195               | [ 統計 15 ] |
| 2022 | 208               | [ 統計 16 ] |

## 車站周邊
此站位於舊大多喜城的城下町，同時為大多喜町中心。在車庫對出的馬路上建有刻上「房總的小江戶」的「大手門」，是以往通往大多喜城的正門，1984年在現地重置及重修，2009年再進行翻新。町中心區位於車站的東部，包括了町役場、房總中央鐵道館、町立大多喜小學及町立大多喜中學等，夷隅川亦在東邊及南邊流經。車站西邊則為大多喜城、町立大多喜高校、森林公園及千葉縣立博物館大多喜分館等。

## 相鄰車站
夷隅鐵道
■夷隅線
城見丘－大多喜－小谷松

### 統計資料
1. ↑  千葉縣統計年鑑（平成20年） （页面存档备份，存于）（日語）
2. ↑  千葉縣統計年鑑（平成21年） （页面存档备份，存于）（日語）
3. ↑  千葉縣統計年鑑（平成22年） （页面存档备份，存于）（日語）
4. ↑  千葉縣統計年鑑（平成23年） （页面存档备份，存于）（日語）
5. ↑  千葉縣統計年鑑（平成24年） （页面存档备份，存于）（日語）
6. ↑  千葉縣統計年鑑（平成25年） （页面存档备份，存于）（日語）
7. ↑  千葉縣統計年鑑（平成26年） （页面存档备份，存于）（日語）
8. ↑  千葉縣統計年鑑（平成27年） （页面存档备份，存于）（日語）
9. ↑  千葉縣統計年鑑（平成28年） （页面存档备份，存于）（日語）
10. ↑  千葉縣統計年鑑（平成29年） （页面存档备份，存于）（日語）
11. ↑  千葉縣統計年鑑（平成30年） （页面存档备份，存于）（日語）
12. ↑  千葉縣統計年鑑（令和元年） （页面存档备份，存于）（日語）
13. ↑  .   [2025-04-23]. （原始内容存档于2023-07-25）.
14. ↑  千葉縣統計年鑑（令和3年），11 運輸・通信—111民鉄等駅別1日平均運輸状況（2020(令和2)年度）
15. ↑  千葉縣統計年鑑（令和4年），11 運輸・通信—111民鉄等駅別1日平均運輸状況（2021(令和3)年度）
16. ↑  .   [2025-04-23]. （原始内容存档于2025-01-27）.

## 外部連結
- 夷隅鐵道大多喜站（页面存档备份，存于）（日語）
- 牙科支持 （页面存档备份，存于）（日語） - 獲得冠名權的企業